# Wycombe
Wycombe is een Engels district in het shire-graafschap (non-metropolitan county OF county) Buckinghamshire en telt 175.000 inwoners. De oppervlakte bedraagt 325 km².
Van de bevolking is 13,9% ouder dan 65 jaar. De werkloosheid bedraagt 2,1% van de beroepsbevolking (cijfers volkstelling 2001).
Buckinghamshire Chilterns University College, een hogeschool met meer dan 9000 studenten, heeft haar hoofdvestiging en grootste campus in High Wycombe, de grootste stad in het district met 81000 inwoners. De andere steden in het gebied zijn Princes Risborough met circa 8000 inwoners 15 km ten noordwesten van High Wycombe en Marlow met 14000 inwoners in het uiterste zuiden van Buckinghamshire.
De belangrijkste cultuurschat en bezienswaardigheid is het dorpje West Wycombe, dat in 1929 in zijn geheel werd aangekocht door de National Trust ter bescherming van de 16e-eeuwse architectuur, en waar Sir Francis Dashwood in de 18e eeuw het landgoed West Wycombe Park liet aanleggen en de West Wycombe Caves onder West Wycombe Hill liet uitgraven.

## Plaatsen in district Wycombe
- Bourne End
- Cores End
- Flackwell Heath
- High Wycombe
- Loudwater

## Civil parishesin district Wycombe
Bledlow-cum-Saunderton, Bradenham, Chepping Wycombe, Downley, Ellesborough, Fawley, Great Marlow, Great and Little Hampden, Great and Little Kimble cum Marsh, Hambleden, Hazlemere, Hedsor, Hughenden, Ibstone, Lacey Green, Lane End, Little Marlow, Longwick-cum-Ilmer, Marlow, Marlow Bottom, Medmenham, Piddington and Wheeler End, Princes Risborough, Radnage, Stokenchurch, Turville, West Wycombe, Wooburn.